# Transfusion Medicine Reviews
Transfusion Medicine Reviews, abgekürzt Transf. Med. Rev., ist eine wissenschaftliche Fachzeitschrift, die vom Elsevier-Verlag veröffentlicht wird. Sie erscheint mit vier Ausgaben im Jahr und veröffentlicht Arbeiten aus dem Bereich der Hämatologie.
Der Impact Factor lag im Jahr 2014 bei 2,923. Nach der Statistik des ISI Web of Knowledge wird das Journal mit diesem Impact Factor in der Kategorie Hämatologie an 27. Stelle von 68 Zeitschriften geführt.